# Ciudad Bolivia (Venezuela)
Pour les articles homonymes, voir Bolivia et Ciudad Bolivia.
Ciudad Bolivia est une ville du Venezuela, capitale de la paroisse civile de Ciudad Bolivia et chef-lieu de la municipalité de Pedraza dans l'État de Barinas. Avec environ 50 000 habitants, elle est la troisième ville de l'État par sa population.